# Nueva Paz
Nueva Paz ist ein Municipio und eine Stadt in der kubanischen Provinz Mayabeque. Bis 2010 gehörte das Municipio zur aufgelösten Provinz La Habana.
Die Stadt liegt südlich von Madruga und östlich von San Nicolás de Bari. Die Siedlung wurde im Jahr 1802 offiziell gegründet.
Das Municipio zählt 24.277 Einwohner auf einer Fläche von 515 km², was einer Bevölkerungsdichte von 47,1 Einwohnern je Quadratkilometer entspricht.
Das Municipio ist in acht Stadtteile (Barrios) unterteilt: Bagáez, Ciudad, Jagua, Navarra, Palos, San Luis, Vegas und Yaya.